# Gran Premi de Miami del 2022
El Gran Premi de Miami de Fórmula 1, la quinta carrera de la temporada 2022, va ser disputat al Autódrom Internacional de Miami, a Miami entre els dies 6 a 8 de maig del 2022.
Aquesta cursa va ser la primera edició del Gran Premi de Miami, sent el sisè Gran Premi en els Estats Units amb nom diferent i marca el retorn de la Fórmula 1 a Florida després de 63 anys, quan la primera i única cursa en l'estat fou el GP dels Estats Units de 1959, celebrat al circuit de Sebring.

## Qualificació
La qualificació es va celebrar el dia 7 de maig.
| Pos.               | Nº | Pilot            | Equip/Motor           | Part 1   | Part 2   | Part 3   | Graella |
| ------------------ | -- | ---------------- | --------------------- | -------- | -------- | -------- | ------- |
| 1                  | 16 | Charles Leclerc  | Ferrari               | 1:29.474 | 1:29.130 | 1:28.796 | 1       |
| 2                  | 55 | Carlos Sainz Jr. | Ferrari               | 1:30.079 | 1:29.729 | 1:28.986 | 2       |
| 3                  | 1  | Max Verstappen   | Red Bull-RBPT         | 1:29.836 | 1:29.202 | 1:28.991 | 3       |
| 4                  | 11 | Sergio Pérez     | Red Bull-RBPT         | 1:30.055 | 1:29.673 | 1:29.036 | 4       |
| 5                  | 77 | Valtteri Bottas  | Alfa Romeo-Ferrari    | 1:30.845 | 1:29.751 | 1:29.475 | 5       |
| 6                  | 44 | Lewis Hamilton   | Mercedes              | 1:30.388 | 1:29.797 | 1:29.625 | 6       |
| 7                  | 10 | Pierre Gasly     | AlphaTauri-RBPT       | 1:30.779 | 1:30.128 | 1:29.690 | 7       |
| 8                  | 4  | Lando Norris     | McLaren-Mercedes      | 1:30.761 | 1:29.634 | 1:29.750 | 8       |
| 9                  | 22 | Yuki Tsunoda     | AlphaTauri-RBPT       | 1:30.485 | 1:30.031 | 1:29.932 | 9       |
| 10                 | 18 | Lance Stroll     | Aston Martin-Mercedes | 1:30.441 | 1:29.996 | 1:30.676 | 10      |
| 11                 | 14 | Fernando Alonso  | Alpine-Renault        | 1:30.407 | 1:30.160 |          | 11      |
| 12                 | 63 | George Russell   | Mercedes              | 1:30.490 | 1:30.173 |          | 12      |
| 13                 | 5  | Sebastian Vettel | Aston Martin-Mercedes | 1:30.677 | 1:30.214 |          | 13      |
| 14                 | 3  | Daniel Ricciardo | McLaren-Mercedes      | 1:30.583 | 1:30.310 |          | 14      |
| 15                 | 47 | Mick Schumacher  | Haas-Ferrari          | 1:30.645 | 1:30.423 |          | 15      |
| 16                 | 20 | Kevin Magnussen  | Haas-Ferrari          | 1:30.975 |          |          | 16      |
| 17                 | 24 | Guanyu Zhou      | Alfa Romeo-Ferrari    | 1:31.020 |          |          | 17      |
| 18                 | 23 | Alexander Albon  | Williams-Mercedes     | 1:31.266 |          |          | 18      |
| 19                 | 6  | Nicholas Latifi  | Williams-Mercedes     | 1:31.325 |          |          | 19      |
| 107%Temps:1:24.311 |    |                  |                       |          |          |          |         |
| NC                 | 31 | Esteban Ocon     | Alpine-Renault        | S/temps  |          |          | PL1     |
| Font:              |    |                  |                       |          |          |          |         |

Notes
- ^1  – Esteban Ocon no va disputar la classificació després de patir un accident a la tercera sessió d'entrenaments lliures. Va ser autoritzat a disputar la carrera, sortint del Pit-Lane.

## Resultats de la cursa
La cursa es va celebrar el dia 8 de maig.
| Pos.                                                                     | Nº | Pilot            | Equip/Motor           | Voltes | Temps/Retirada | Graella | Punts |
| ------------------------------------------------------------------------ | -- | ---------------- | --------------------- | ------ | -------------- | ------- | ----- |
| 1                                                                        | 1  | Max Verstappen   | Red Bull-RBPT         | 57     | 1:34:24.258    | 3       | 261   |
| 2                                                                        | 16 | Charles Leclerc  | Ferrari               | 57     | +3.786         | 1       | 18    |
| 3                                                                        | 55 | Carlos Sainz Jr. | Ferrari               | 57     | +8.229         | 2       | 15    |
| 4                                                                        | 11 | Sergio Pérez     | Red Bull-RBPT         | 57     | +10.638        | 4       | 12    |
| 5                                                                        | 63 | George Russell   | Mercedes              | 57     | +18.582        | 12      | 10    |
| 6                                                                        | 44 | Lewis Hamilton   | Mercedes              | 57     | +21.368        | 6       | 8     |
| 7                                                                        | 77 | Valtteri Bottas  | Alfa Romeo-Ferrari    | 57     | +25.073        | 5       | 6     |
| 8                                                                        | 31 | Esteban Ocon     | Alpine-Renault        | 57     | +28.386        | 20      | 4     |
| 9                                                                        | 23 | Alexander Albon  | Williams-Mercedes     | 57     | +32.365        | 18      | 2     |
| 10                                                                       | 18 | Lance Stroll     | Aston Martin-Mercedes | 57     | +37.026        | PL2     | 1     |
| 11                                                                       | 14 | Fernando Alonso  | Alpine-Renault        | 57     | +37.1283       | 11      |       |
| 12                                                                       | 22 | Yuki Tsunoda     | AlphaTauri-RBPT       | 57     | +40.146        | 9       |       |
| 13                                                                       | 3  | Daniel Ricciardo | McLaren-Mercedes      | 57     | +40.9024       | 14      |       |
| 14                                                                       | 6  | Nicholas Latifi  | Williams-Mercedes     | 57     | +48.836        | 19      |       |
| 15                                                                       | 47 | Mick Schumacher  | Haas-Ferrari          | 57     | +1:13.705      | 15      |       |
| 16                                                                       | 20 | Kevin Magnussen  | Haas-Ferrari          | 56     | +1 volta5      | 16      |       |
| 17                                                                       | 5  | Sebastian Vettel | Aston Martin-Mercedes | 54     | +3 voltes      | PL2     |       |
| Ret                                                                      | 10 | Pierre Gasly     | AlphaTauri-RBPT       | 45     | Col·lisió      | 7       |       |
| Ret                                                                      | 4  | Lando Norris     | McLaren-Mercedes      | 40     | Col·lisió      | 8       |       |
| Ret                                                                      | 24 | Guanyu Zhou      | Alfa Romeo-Ferrari    | 6      | Prob. tècnics  | 17      |       |
| Volta ràpida: — Max Verstappen (Red Bull-RBPT) – 1:31.361 (en el lap 54) |    |                  |                       |        |                |         |       |
| Font:                                                                    |    |                  |                       |        |                |         |       |

Notes
- ^1  – Inclòs punt extra per volta ràpida.
- ^2  – Sebastian Vettel i Lance Stroll van finalitzar en 10è i 13è en la qualificació, més degut al combustible dels seus cotxes estaven per sota de la temperatura mínima requerida, van haver de començar des del pit-lane.[7]
- ^3  – Fernando Alonso va finalitzar en 8è, més va rebre dues penalitzacions de 5 segons, una per xocar amb Pierre Gasly, obligant el francès a sortir de la cursa i la segona per guanyar avantatge després de sortir de la pista.[8]
- ^4  – Daniel Ricciardo va finalitzar en 11è, més va ser penalitzat per 5 segons per guanyar avantatge després de sortir de la pista.
- ^5  – Kevin Magnussen va ser penalitzat per 5 segons per causar una col·lisió amb Lance Stroll, més seva posició no fou afectada.

## Classificació després de la cursa
| Pos. | Pilot            | Punts | Canvis |
| ---- | ---------------- | ----- | ------ |
| 1    | Charles Leclerc  | 104   | =      |
| 2    | Max Verstappen   | 85    | =      |
| 3    | Sergio Pérez     | 66    | =      |
| 4    | George Russell   | 59    | =      |
| 5    | Carlos Sainz Jr. | 53    | =      |

| Pos. | Constructor        | Punts | Canvis |
| ---- | ------------------ | ----- | ------ |
| 1    | Ferrari            | 157   | =      |
| 2    | Red Bull-RBPT      | 151   | =      |
| 3    | Mercedes           | 95    | =      |
| 4    | McLaren-Mercedes   | 46    | =      |
| 5    | Alfa Romeo-Ferrari | 31    | =      |